# Emmanuel Okwi
Emmanuel Okwi   (Kampala, 25 de desembre de 1992) és un exfutbolista ugandès de la dècada de 2010.
Fou internacional amb la selecció de futbol d'Uganda.
Pel que fa a clubs, destacà a Simba S.C. de Tanzània, Young Africans S.C. i SønderjyskE Fodbold.